# Gajardoïta
La gajardoïta és un mineral de la classe dels òxids. Rep el nom en honor d'Aníbal Gajardo Cubillos (n. 1945), geòleg xilè amb més de 200 publicacions, especialment sobre els jaciments minerals no metàl·lics de Xile.

## Característiques
La gajardoïta és un òxid de fórmula química KCa0.5As³⁺₄O₆Cl₂(H₂O)₃·2H₂O. Va ser aprovada com a espècie vàlida per l'Associació Mineralògica Internacional l'any 2015, sent publicada per primera vegada el 2016. Cristal·litza en el sistema hexagonal. La seva duresa a l'escala de Mohs és 1,5.
Les mostres que van servir per a determinar l'espècie, el que es coneix com a material tipus, es troben conservades a les col·leccions mineralògiques del Museu d'Història Natural del Comtat de Los Angeles, a Los Angeles (Califòrnia) amb els números de catàleg: 65585, 65586 i 65587.

## Formació i jaciments
Va ser descoberta a Xile, concretament a la mina Torrecillas, situada a Salar Grande, dins la província d'Iquique (Regió de Tarapacá), on es troba en forma de plaques hexagonals associada a altres minerals com: torrecillasita, talmessita, chongita, arsenolita i arsènic. Aquesta mina és l'únic indret de tot el planeta on ha estat descrita aquesta espècie mineral.